# 5th Connecticut Infantry
Le 5th Connecticut Volunteer Infantry est un régiment d'infanterie qui sert dans l'armée de l'Union pendant la guerre de Sécession.

## Service
Le 5th Connecticut Infantry est organisé à Hartford, Connecticut, et entre en service pour une durée de trois ans le 26 juillet 1861, sous le commandement du colonel Orris Sanford Ferry.
Le régiment est affecté à la brigade de George H. Thomas de la division de Banks en octobre 1861. Il est dans la brigade de Gordon de la division de Banks, de l'armée du Potomac, jusqu'en mars 1862. Puis il est dans la première brigade de la première division du Ve corps de Banks, et dans le département de la Shenandoah jusqu'en juin 1862. Le régiment appartient à la première brigade de la première division du II corps de l'armée de Virginie jusqu'en septembre 1862.Il est au sein de la première brigade de la première division du XIIe corps de l'armée du Potomac et de l'armée du Cumberland jusqu'en avril 1864. Le régiment est ensuite affecté à la deuxième brigade de la troisième division du XXe corps de l'armée du Cumberland, en avril 1864. Il appartient à la première brigade de la première division du XXe corps jusqu'en juin 1865. Il termine dans la deuxième brigade de la division de Bartlett du XXIIe corps au sein du département de Washington jusqu'en juillet 1865.
Le 5th Connecticut Infantry quitte le service le 19 juillet 1865.

## Service détaillé

### 1861
Le 5th Connecticut quitte le Connecticut pour Baltimore, Maryland, le 29 juillet 1861. Il part ensuite pour Harpers Ferry, en Virginie-Occidentale (alors faisant encore techniquement partie de la Virginie) le 30 juillet, et y est en service jusqu'au 16 août. Ensuite, il assure la garde et un service d'avant-poste sur le Haut Potomac jusqu'en février 1862. En même temps, il est impliqué dans des opérations à proximité d'Edward's Ferry, du 20 au 24 octobre 1861. Il participe aux opérations sur les barrages numéro 4 et 5 du 17 au 20 décembre 1861.

### 1862
Le régiment avance sur Winchester, en Virginie, du 1er au 12 mars 1862. Le régiment est près de Winchester, le 5 mars. Il occupe Winchester le 12 mars. Le régiment reçoit l'ordre de partir pour Manassas, Virginie, 18 mars, retournant à Winchester le 19 mars. Il poursuit Stonewall Jackson du 24 mars au 27 avril. Il est à Columbia Furnace le 17 avril puis à Strasburg jusqu'au 20 mai. Le 5th Connecticut retraite vers Winchester du 20 au 25 mai. Il participe à la bataille de Front Royal le 23 mai. Il est Middletown le 24 mai. Il participe à la première bataille de Winchester, les 24 et 25 mai et retraite vers Martinsburg et Williamsport du 25 mai au 6 juin. Le régiment reste à Williamsport jusqu'au 10 juin. Il est ensuite déplacé vers Front Royal du 10 au 18 juin. Il effectue une reconnaissance à Luray les 29-30 juin. Il part vers Warrenton, Gordonsville, et Culpeper, en juillet. La compagnie I effectue une reconnaissance de Raccoon Ford le 28 juillet. Le régiment participe à la campagne dans le Nord de la Virginie de Pope du 6 août au 2 septembre. Il participe à la bataille de Cedar Mountain le 9 août et à la seconde bataille de Bull Run les 29-30 août. Il part à Washington D.C., puis se déplace vers Frederick, Maryland du 2 au 12 septembre. Il reste en service à Frederick jusqu'au 10 décembre. Le régiment marche ensuite sur Fairfax Station du 10 au 14 décembre, et y assure son service jusqu'au 19 janvier 1863.

### 1863
Le 5th Connecticut Infantry part pour Stafford Court House du 19 au 23 janvier et y est en service  jusqu'au 27 avril. Il participe à la campagne de Chancellorsville du 27 avril au 6 mai et combat lors de la bataille de Chancellorsville du 1er au 5 mai. 
Le régiment participe à la campagne de Gettysburg, du 11 juin au 24 juillet 1863 et combat lors de la bataille de Gettysburg du 1er au 3 juillet. Lors de cette bataille au moins deux porteurs des couleurs sont tués et trois blessés lors d'une charge dans le champ de blé.
Il est à Funkstown, Maryland le 12 juilletpuis à Snicker's Gap, en Virginie le 21 juillet. Le régiment est près de Raccoon Ford, en Virginie jusqu'au 24 septembre 1863.
À ce point, le régiment passe de la région de la Virginie/Virginie-Occidentale/Maryland/Pennsylvanie à l'Alabama, le Tennessee et la Géorgie. Il marche vers Brandy Station, puis vers Bealeton et part pour Stevenson, en Alabama, du 24 septembre au 3 octobre. Il assure la garde le long du chemin de fer de Nashville et de Chattanooga à Cowan et à Cumberland Tunnel jusqu'en avril 1864. 

### 1864
Le régiment participe à la campagne d 'Atlanta de mai à septembre. Il effectue une démonstration sur Rocky Face Ridge du 8 au 11 mai 1864. Le régiment participe à la bataille de Resca les 14 et 15 mai. Il est à Cassville le 19 mai puis à New Hope Church le 25 mai. Il participe aux opérations sur la ligne de Pumpkin Vine Creek et  aux batailles pour Dallas, New Hope Church, et Allatoona Hill du 26 mai au 5 juin. Le 5th Connecticut Infantry participe aux opérations de Marietta, en Géorgie, et contre Kennesaw Mountain du 10 juin au 2 juillet. Il est à Pine Mountain du 11 au 14 juin et à Lost Mountain du 15 au 17 juin. Il est à Guilgal ou le Golgotha Church le 15 juin et à Muddy Creek le 17 juin. Ensuite, le régiment se trouve à Noyes Creek le 19 juin et à Kolb Farm le 22 juin. Il participe à l'assaut sur Kennesaw le 27 juin. Il est à Ruff's Station, Smyrna Camp Ground le 4 juillet. il est à Chattahoochee River du 5 au 17 juillet et à Peachtree Creek les 19 et 20 juillet. Il participe au siège d'Atlanta du 22 juillet au 25 août. Le régiment est à Allatoona le 16 août et participe aux opérations à Chattahoochee River Bridge le 26 août au 2 septembre. Il occupe Atlanta du 2 septembre au 15 novembre. Il participe à la marche vers la mer du 15 novembre au 10 décembre. Il est à Montieth Swamp le 9 décembre.  Il participe au siège de Savannah du 10 au 21 décembre. 

### 1865
Le 5th Connecticut Infantry participe à la campagne des Carolines de janvier à avril 1865. Il est à Thompson Creek, près de Chesterfield, en Caroline du Sud le 2 mars, puis près de Cheraw le 3 mars. Le régiment se trouve à Averysboro, en Caroline du Nord le 16 mars. Il participe à la bataille de Bentonville du 19 au 21 mars. Il occupe Goldsboro, le 24 mars et avance ensuite sur Raleigh du 9 au 13 avril qu'il occupe le 14 avril. Il est à Bennett's House le 26 avril. Il assiste à la reddition de Johnston et son armée. Il part vers Washington, DC, via Richmond, en Virginie du 29 avril au 20 mai et participe à la grande revue des armées le 24 mai.

## Pertes
Le régiment perdu un total de 193 hommes pendant le service ; 6 officiers et 104 soldats tués ou blessés mortellement, 1 officier et 82 soldats sont morts de maladie.

## Commandants
- Colonel Orris S. Ferry
- Colonel George D. Chapman
- Colonel Warren W. Packer